# Punkevní žleb
Punkevní žleb je část obce Vavřinec v okrese Blansko. Nachází se v jižním cípu katastru obce, v centrální části Moravského krasu, v okolí jižního úseku Pustého žlebu a většiny Suchého žlebu. V této oblasti se nachází Punkevní jeskyně, Kateřinská jeskyně, zřícenina hradu Blansek a dolní stanice lanové dráhy na Macochu. Právě vstupní objekt do Punkevních jeskyní a stanice lanovky tvoří jedny z mála budov v této části obce; další je Dům přírody Moravského krasu, postavený na břehu Punkvy u Skalního mlýna.
Část obce vznikla k 29. červnu 2018 poté, co zastupitelstvo obce Vavřinec schválilo v listopadu 2017 zřízení nové části obce. Oficiálně zapsaný název části obce neodpovídá pravopisným pravidům pro psaní víceslovných vlastních jmen sídelních útvarů.